# Harold Bernard St. John
Harold Bernard St. John (Christ Church, 16 de agosto de 1931 - Bridgetown, 29 de febrero de 2004) fue un abogado y político barbadense que ejerció como tercer primer ministro de Barbados desde el 11 de marzo de 1985 hasta el 29 de mayo de 1986. Miembro y dirigente del Partido Laborista de Barbados, ocupó también los cargos de parlamentario en representación de su circunscripción natal (Christ Church), senador, ministro de Turismo durante la administración de Tom Adams (1976-1985) y vice primer ministro.
Estudió en la University College de Londres, donde se graduó en 1953, retornando a Barbados para ejercer la abogacía. Se unió al BLP en 1959, que entonces encabezaba el gobierno autónomo de la colonia británica con Hugh Gordon Cummins como premier, hasta que perdió las elecciones de 1961 ante el Partido Democrático Laborista de Errol Barrow. A medida que la isla avanzaba hacia un mayor autogobierno, se convirtió en representante de la minoría en el recién creado Senado (1964-1966) antes de la independencia formal en noviembre de 1966. En los comicios de ese mismo año, St. John fue elegido parlamentario por Christ Church como candidato del BLP por holgado margen, superando en votos a Cuthbert Edwy Talma, que representaba el distrito desde hacía quince años. Tras el retiro y posterior fallecimiento de Grantley Herbert Adams, líder fundador del partido, St. John asumió el cargo y fue candidato a primer ministro en las elecciones generales de 1971, las primeras posteriores a la independencia. Sin embargo, el partido resultó derrotado y el propio St. John perdió su escaño, quedando el liderazgo en manos del hijo de Grantley, Tom Adams. Después del triunfo del BLP en 1976 y la elección de Adams como primer ministro, St. John recuperó su escaño y pasó a ocupar puestos de importancia en el gobierno de Adams, siendo vice primer ministro, ministro de Comercio e Industria, y ministro de Turismo. Su labor en esta última cartera fue particularmente elogiada y se atribuyó gran parte del mérito del rápido desarrollo de la industria turística.
Con el fallecimiento repentino de Adams en marzo de 1985, St. John asumió el cargo de primer ministro y líder del BLP en calidad de sucesor. Heredó un complejo panorama económico y una ruidosa oposición a la política exterior gubernamental, calificada como entreguista para con las grandes potencias (Estados Unidos y Gran Bretaña). Catorce meses después de la muerte de Adams, el DLP conducido por el ex primer ministro Barrow triunfo por abrumador margen en las siguientes elecciones y St. John perdió su escaño de nuevo. Fue sucedido por Henry Forde como líder del partido, quien en calidad de líder de la Oposición lo designó como representante de la minoría en el Senado. En 1991 recuperó su escaño y fue reelegido en 1994 y 1999. Enfermo de cáncer, St. John no se presentó a la reelección en 2003 y se retiró de la política. Falleció pocos meses después, en febrero de 2004.